# Gautier III Giffard
Pour les articles homonymes, voir Gautier Giffard et Gautier III.
Gautier III Giffard († 1164) est un important baron anglo-normand, seigneur de Longueville-sur-Scie dans le Pays de Caux. Il était aussi comte de Buckingham en Angleterre.

## Généalogie
- Gautier II Giffard x Agnès de Ribemont
  - Guillaume Giffard, évêque de Winchester et chancelier d'Angleterre
  - Isabelle x Seigneur de Gisors